# Agnès Bonfillon
Agnès Bonfillon, née à Aix-en-Provence le 3 février 1975, est une journaliste française spécialisée dans l'actualité et les informations.
Elle officie sur la radio RTL où elle anime une tranche d'actualités.

## Biographie

### Carrière professionnelle
Après l'Institut d'études politiques (IEP) d'Aix en Provence[réf. nécessaire], Agnès Bonfillon intègre l'École supérieure de journalisme de Lille. Elle est également lauréate de la bourse René Payot (concours réservé aux jeunes journalistes par les radios publiques de langue francophone).
Elle débute un stage à Radio Canada le 11 septembre 2001. Ne pouvant envoyer aucun reporter sur place après l'interdiction des vols à destination des États-Unis, Radio France demande à Agnès Bonfillon de quitter Montréal le jour même pour couvrir les attentats de New-York. Pendant une semaine, elle fournit des informations aux différentes antennes de Radio France avant que la réouverture de l'espace aérien américain ne permette l'arrivée des reporters de France.[réf. nécessaire]
Elle intègre France Inter en 2001 au service reportage avant d'y présenter le journal de 7h30 à partir de septembre 2004.[réf. nécessaire]
Elle travaille à France Inter jusqu'à la fin de la saison 2008-2009 (présentation du journal d'informations de la tranche matinale) puis rejoint RTL en 2009 où elle remplace Pascale Clark pour la présentation de la revue de presse. 
Pendant l'été 2014, elle anime chaque samedi à 19 h Les Tubes de vos étés avec Thierry Chèze sur RTL. 
Depuis la rentrée 2014, elle anime la nouvelle tranche d'informations RTL Grand Soir sur RTL avec Christophe Pacaud. L'émission tient dans la grille de RTL jusqu'à une réorganisation en janvier 2020.

### Musique
En 2009, elle est invitée à chanter sur un titre de l'album À la récré (un livre-disque de chansons pour enfants) du groupe Weepers Circus.
Elle est membre du groupe de musique Lazy Days dans lequel elle chante avec le journaliste écrivain François Thomazeau.[réf. nécessaire]